# Рекс (лайнер)
«Рекс» (итал. Rex) — итальянский океанский лайнер, спущенный на воду в 1931 году. Лайнер удерживал Голубую ленту Атлантики с 1933 по 1935 годы. Первоначально лайнер был построен для итальянской судоходной компании Navigazione Generale Italiana (NGI) под именем «Гильермо Маркони». Позже компания слилась с другой итальянской компанией Lloyd Sabaudo, и сформировалась новая судоходная компания Italia Flotta Riunite (Италиан Лайн). 12 мая 1938 года, как демонстрация военно-воздушных сил США, три бомбардировщика YB-17 перехватили «Рекс» в 610 милях от берега, и этот случай получил широкую огласку.
«Рекс» работал на Североатлантическом маршруте со своим компаньоном «Конте ди Савойя». 8 сентября 1944 года, у побережья портового города Копер, «Рекс» подвергся атаке Королевских ВВС, что привело к возгоранию судна. Лайнер горел четыре дня, а потом перевернулся на левый борт. В 1947 году началась разделка судна на том же месте.

## История

### Предпосылки к созданию
После успешного захвата Северо-Германским Ллойдом и его двумя лайнерами «Бременом» и «Европой» Голубой ленты Атлантики, Италиан Лайн построили «Рекс» для той же цели. Среди серьёзной конкуренции со стороны других компаний, Италиан Лайн провела очень привлекательную и полную энтузиазма рекламную кампанию своих самых больших лайнеров.
Оба судна получили прозвище «Ривьера на плаву». Чтобы продолжить тематику, у бассейнов на лайнерах был рассыпан песок, создавая эффект пляжа, который подчеркивали разноцветные зонтики. Оба судна были оформлены в классическом стиле, в то время как норма времени была Ар-деко или так называемый «стиль лайнеров», который впервые продемонстрировал французский лайнер «Иль-де-Франс» в 1927 году. Внешний дизайн судна следовал примеру немецких «Бремена» и «Европы». Корпус «Рекса» был длинным со скошеным форштевнем, но его корма напоминала о классическом стиле судна, будучи похожей на корму лайнеров класса «Олимпик».

### Первый рейс и дальнейшая карьера
Первый из спущенных на воду кораблей был наречен «Рекс» в августе 1931 года, в присутствии короля Виктора Эммануила III и королевы Елены. Он был больше и быстрее своего компаньона. Первый рейс должен был быть рекордным. Лайнер покинул Геную 27 сентября 1932 года, но, во время выхода из Гибралтара двигатели корабля вышли из строя, а ремонт занял три дня. За это время половине пассажиров было предложено достичь берегов Германии, и на «Европе» отправиться в Америку. Прибыв в Нью-Йорк, пассажиры увидели, что «Рекс» уже был у пирса. Также понадобился длительный ремонт и в Нью-Йорке, перед возвращением в Италию.
В августе 1933 года «Рекс» выполнил обещания своих строителей, и перехватил Голубую ленту Атлантики в западном направлении у немецкого лайнера «Бремен». Лайнер пересёк северную Атлантику за четыре дня и тринадцать часов, идя со средней скоростью в 28,92 узла, всего на 0.41 выше максимального рекорда «Бремена». Этот рекорд оставался непревзойдённым до 1935 года, когда его побил французский лайнер «Нормандия». После начала Второй Мировой войны «Рекс» и «Конте ди Савойя» продолжали регулярные рейсы между Америкой и Италией, как будто в Северной Европе ничего не происходило. В конце концов, итальянские лайнеры оказались одними из последних коммерческих судов, которые, всё ещё, работали на трансатлантическом маршруте в начале войны. Их коммерческая служба была прекращена весной 1940 года, и они вернулись в итальянские порты, а «Рекс» был поставлен на прикол в Бари.

### Конец карьеры
С капитуляцией Италии в 1943 году, немецкие власти конфисковали «Рекс», и судно было отбуксировано к Триесту. В конечном счёте эти усилия оказались тщетными, когда 8 сентября 1944 года «Рекс» был уничтожен Королевскими ВВС, чтобы предотвратить использование лайнера в качестве блокировки входа в гавань.
В 1946 году сотрудники итальянского пароходства решили спасти «Рекс». Однако, лайнер был затоплен в части гавани, принадлежащей Югославии, правительство которой запретило любые попытки поднять судно. Остатки «Рекса» — около одной пятой части корабля, в основном, железные части корпуса — были расположены у словенского побережья в заливе Копер. Всё остальное в 1950 году было поднято, и продано на металлолом органами местного самоуправления. С 1954 года, после формального присоединения Свободной территории Триест к Югославии, якорь «Рекса» был выставлен на Конгресской площади в столице Словении Любляне, как символ поражения фашистской экспансии, и воссоединения прибрежных территорий с основной территорией Югославии.